# Pisachoides integra
Pisachoides integra är en insektsart som först beskrevs av Melichar 1926.  Pisachoides integra ingår i släktet Pisachoides och familjen dvärgstritar. Inga underarter finns listade i Catalogue of Life.